# Karabin TCI M89SR
Model 89 Sniper Rifle (M89SR) – izraelski karabin wyborowy.

## Historia
W latach 80. XX wieku podstawowym typem karabinu wyborowego Cahalu był M14 SWS. Były to, podobnie jak amerykańskie M21, wyselekcjonowane, charakteryzujący się małym rozrzutem egzemplarze karabinu M14 wyposażone w celownik optyczny.
Rosnący wiek eksploatowanych karabinów wyborowych spowodował ogłoszenie konkursu na nowy karabin wyborowy. Do testów przedstawiono karabiny firm Sardius Company i IMI. Karabin firmy Sardius był wersją karabinu M14 przebudowaną do układu bullpup, karabin IMI wersją karabinu Galil AR (pochodna AK).
Testy wykazały, że karabin firmy Sardius jest zdecydowanie celniejszy (celność w granicy 1 MOA). Pod koniec lat 80. zamówiono w firmie Sardius 1200 karabinów M36 SWS. Kłopoty finansowe sprawiły, że nie była ona w stanie wyprodukować zamówionych karabinów. Dlatego po dostarczeniu ok. 50 karabinów M36 produkcję zakończono. Po zakończeniu produkcji M36 do uzbrojenia Tsahalu (Izraelskich Sił Samoobrony) wprowadzono konkurencyjny karabin firmy IMI – Galat’z, ale ostatecznie następcą M14 SWS stał się dopiero w 1997 roku amerykański powtarzalny karabin wyborowy M24 SWS.
Na początku lat 90 firma Sardius Company została zlikwidowana. Prawa do produkcji M36 SWS zakupiła firma Technical Consulting International (TCI). Zmodernizowała ona M36 SWS zastępując drewniane łoże i kolbę wykonanymi z kompozytu. Modernizowany karabin był oferowany w dwóch wersjach:
- M89AR – z mechanicznymi przyrządami celowniczymi
- M89SR – z celownikiem optycznym.

Niewielkie ilości karabinów M89SR zostały zakupione przez Tsachal i są używane przez izraelskie jednostki specjalne.

## Opis
Karabin M89SR jest indywidualną bronią samopowtarzalną zbudowaną w układzie bullpup. Zasada działania oparta na wykorzystaniu energii gazów prochowych odprowadzanych przez boczny otwór lufy. Ryglowanie przez obrót zamka. Mechanizm spustowy umożliwia strzelanie ogniem pojedynczym. Zasilanie z dwurzędowych magazynków pudełkowych o pojemności 5, 10 lub 20 naboi. Broń jest wyposażona w celownik optyczny. M89SR może być wyposażony w tłumik dźwięku i dwójnóg.